# Ліга 2
Чемпіонат Франції з футболу (Ліга 2) (фр. Le championnat de France de football (Ligue 2)) ― Другий дивізіон в системі ліг Франції з футболу. Ліга 2 укупі з вищою Лігою 1 утворюють Професійну лігу Франції. Ліга 2 являє собою чемпіонат для 20 команд, з виходом до Ліги 1 трьох найкращих команд і вильотом до Національного чемпіонату трьох гірших. Сезон триває з серпня по травень наступного року, кожна команда проводить по 38 матчів, в цілому за сезон у Лізі 2 проходить 380 матчів. Більшість ігор проводиться в п'ятницю, рідше в понеділок і інші дні тижня. Ігри регулярно перериваються перед Різдвом, і продовжуються з середини січня.
Ліга 2 була створена через два роки після створення Ліги 1 в 1933 і мала назву Дивізіон 2. Таку назву зберігала до 2002 року. Будь-який клуб, що отримав путівку в Лігу 2 ставав професійним, однак, виліт в Національний чемпіонат, тимчасово знімав з команд такий статус до повернення в Лігу 2.